# Élections municipales de 1925 en Ille-et-Vilaine
Les élections municipales en Ille-et-Vilaine ont eu lieu les 3 et 10 mai 1925.

## Maires sortants et maires élus
| Commune              | Population | Maire sortant                   | Parti | Parti        | Maire élu                       | Parti | Parti        |
| -------------------- | ---------- | ------------------------------- | ----- | ------------ | ------------------------------- | ----- | ------------ |
| Bain-de-Bretagne     | 4 303      | Charles Ménardais               |       | PDP          | Charles Ménardais               |       | PDP          |
| Cancale              | 6 635      | Louis Dumont                    |       | Union répub. | Noël Royer                      |       | Répub.       |
| Combourg             | 4 661      | Émile Bohuon                    |       | Rad.ind.     | Émile Bohuon                    |       | Rad.ind.     |
| Dinard               | 6 961      | Paul Thorel                     |       | Union répub. | Paul Thorel                     |       | Union répub. |
| Dol-de-Bretagne      | 4 563      | Charles Stourm                  |       | URD          | Charles Stourm                  |       | URD          |
| Fougères             | 21 167     | René Cordier                    |       | URD          | Armand Woelffel                 |       | Rad.         |
| Janzé                | 4 048      | André de Villoutreys de Brignac |       | Cons.        | André de Villoutreys de Brignac |       | Cons.        |
| Maure                | 3 516      | Jean-Marie Barré                |       | Rép.G        | Camille Lagrée                  |       | Lib.         |
| Paramé               | 6 069      | Joseph Jumelais                 |       | Répub.       | Joseph Jumelais                 |       | Répub.       |
| Pleurtuit            | 3 709      | Joseph Brugaro                  |       | Répub.       | Joseph Brugaro                  |       | Répub.       |
| Redon                | 6 640      | Jules Cahour                    |       | Rad.soc.     | Jules Cahour                    |       | Rad.soc.     |
| Rennes               | 82 241     | Alfred Daniel                   |       | Répub.       | Carle Bahon                     |       | SFIO         |
| Saint-Malo           | 12 390     | Alphonse Gasnier-Duparc         |       | Rad.soc.     | Alphonse Gasnier-Duparc         |       | Rad.soc.     |
| Saint-Servan-sur-Mer | 12 622     | Jules Haize                     |       | Répub.       | Jules Haize                     |       | Répub.       |
| Vitré                | 8 154      | Georges Garreau                 |       | Rad.         | Georges Garreau                 |       | Rad.         |